# Sân bay quốc tế Dar es Salaam
Sân bay quốc tế Julius Nyerere (IATA: DAR, ICAO: HTDA) là sân bay quốc tế của Dar es Salaam, thành phố lớn nhất ở Tanzania. Nó nằm cách trung tâm thành phố khoảng 12 kilômét (7,5 mi) về phía Tây Nam. Sân bay có các chuyến bay đến các điểm đến ở Châu Phi, Châu Á, Châu Âu và Trung Đông. Nó được đặt theo tên của Julius Nyerere, tổng thống đầu tiên của quốc gia.

## Các hãng hàng không và tuyến bay
| Hãng hàng không         | Các điểm đến |
| ----------------------- | --- |
| Air Tanzania            | Bujumbura, Bukoba, Dodoma, Entebbe, Geita, Quảng Châu, Harare, Iringa, Kigoma, Kilimanjaro, Lubumbashi, Lusaka, Mbeya, Moroni, Mpanda, Mtwara, Mumbai, Mwanza, Nairobi–Jomo Kenyatta, Ndola, Tabora, Zanzibar |
| Air Zimbabwe            | Harare |
| Airlink                 | Johannesburg–O. R. Tambo |
| As Salaam Air           | Zanzibar |
| Auric Air               | Dodoma, Iringa, đảo Mafia, Morogoro, Pemba Island, Tanga, Zanzibar |
| Coastal Aviation        | Arusha, Kilwa, Mafia Island, Manyara, Moshi, Pemba Island, Saadani, Selous, Seronera, Songo Songo Island, Tanga, Zanzibar                                                                                     |
| EgyptAir                | Cairo, Moroni |
| Emirates                | Dubai–International |
| Ethiopian Airlines      | Addis Ababa |
| Ewa Air                 | Dzaoudzi |
| Fly540                  | Mombasa, Nairobi–Jomo Kenyatta |
| flydubai                | Dubai–International |
| Int'Air Îles            | Moroni |
| Kenya Airways           | Nairobi–Jomo Kenyatta |
| KLM                     | Amsterdam1 |
| LAM Mozambique Airlines | Maputo, Nairobi–Jomo Kenyatta, Pemba |
| Malawian Airlines       | Blantyre, Lilongwe |
| Oman Air                | Muscat, Zanzibar |
| Precision Air           | Arusha, Bukoba, Entebbe, Kigoma, Kilimanjaro, Moroni, Mtwara, Musoma, Mwanza, Nairobi–Jomo Kenyatta, Seronera, Zanzibar                                                                                       |
| Qatar Airways           | Doha |
| RwandAir                | Kigali |
| South African Airways   | Johannesburg–O. R. Tambo (ngưng) |
| Tropical Air            | Arusha, Mafia Island, Zanzibar |
| Turkish Airlines        | Istanbul |
| Uganda Airlines         | Entebbe |
| ZanAir                  | Arusha, Pemba Island, Saadani, Selous, Zanzibar |